# Кокоуров, Фёдор Андреевич
Фёдор Андреевич Кокоуров — советский хозяйственный, государственный и политический деятель.

## Биография
Родился в 1924 году в селе Павлеиха. Член КПСС.
Участник Великой Отечественной войны: помощник начальника радиостанции 188-го гвардейского отдельного батальона связи 98-й гвардейской стрелковой Свирской дивизии
До 1959 — инженерный и руководящий работник, секретарь парткома завода «Красный треугольник».
В 1959—1970 — секретарь, второй секретарь, первый секретарь Ленинского райкома КПСС города Ленинграда.
В 1970—1973 — заместитель председателя Исполкома Ленинградского городского Совета.
В 1973—1986 — начальник Главного управления торговли Ленинградского городского Совета депутатов трудящихся.
С 1986 — персональный пенсионер союзного значения.
Делегат XXIII съезда КПСС.
Умер до 2005 года в Санкт-Петербурге.

## Награды
- Орден Отечественной войны II степени (01.08.1986)
- Орден Трудового Красного Знамени (08.08.1960, 1966, 03.09.1971)
- Орден Дружбы народов (14.11.1980)
- Орден Красной Звезды (11.04.1945)